# Naim Kassim

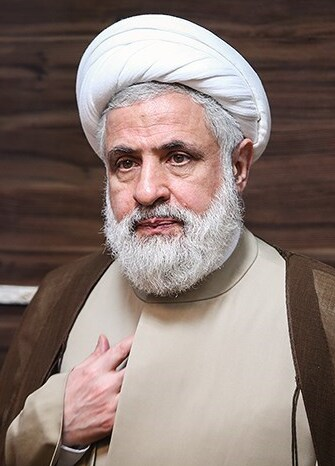
Naim Kassim (2014)

Naim Kassim (arabisch نعيم قاسم, DMG Naʿīm Qāsim; * 1953 in Kafr Fila im Libanon; auch bekannt unter der englischen Schreibweise Naim Qassem) war seit 1991 stellvertretender Generalsekretär und ist seit Oktober 2024 Generalsekretär der radikal-islamischen libanesischen Terrororganisation Hisbollah.

## Leben
Kassim kam 1953 in Kafr Fila in der Region Nabatäa im Südlibanon zur Welt und begann 1970 ein Studium der Chemie und der französischen Sprache an der Pädagogischen Fakultät der Libanesischen Universität (Université Libanaise), das er mit dem Lizenziat abschloss. Neben seinem Studium widmete er sich den religiösen Studien. Auf dem Gebiet der schiitischen geistlichen Studien (Hausa-Studien) erreichte er die höchste Stufe. Nach seinem Studium hat er mehrere Jahre in der Sekundarstufe Chemie unterrichtet.
Er war an der Gründung des Libanesischen Bunds der Muslimischen Studenten (الاتحاد اللبناني للطلبة المسلمين) beteiligt und arbeitete bei der Entstehung der „Bewegung der Ausgeschlossenen“ (حركة المحرومين Harakat al-mahrūmīn), aus der später die Amal-Miliz hervorging, mit Musa as-Sadr zusammen. Kassim war auch an der Gründung der Hisbollah 1982 während des libanesischen Bürgerkriegs beteiligt und übernahm 1991 das Amt des stellvertretenden Generalsekretärs.
Kassim ist verheiratet und hat sechs Kinder (vier Söhne, zwei Töchter).
Über Kassims Biografie ist in der Presse wenig zu erfahren; Karim El-Gawhary schrieb in der Taz, dass Kassims Bruder in Beirut „ein stadtbekannter DJ“ sei, und sieht das als Indiz für die enge Einbindung der Hisbollah in die libanesische Gesellschaft.
Im Oktober 2024 wurde er als Generalsekretär zum neuen Anführer der Hisbollah gewählt.

## Schriften
- Hizbullah. The story from within. London: Saqi, 2005. ISBN 0-86356-517-4